# Sly Park
Sly Park (voorheen Park) is een plaatsje (unincorporated community) in El Dorado County in de Amerikaanse staat Californië. 

## Geschiedenis
Tussen 1891 en 1919 had Sly Park een postkantoor, dat meermaals verhuisde. De plaats dankt z'n naam aan James Sly, een van de mormoonse kolonisten die de Sly-vallei ontdekte.

## Geografie
Sly Park ligt op een hoogte van 1085 meter. Het dorp bevindt zich ten westen van Jenkinson Lake. Andere gemeenschappen in de omgeving zijn Camino, Grizzly Flats, Newtown, Pleasant Valley, Pollock Pines, Sierra Springs en Somerset. De meest nabijgelegen grotere plaatsen zijn Placerville, Diamond Springs en El Dorado, alle drie met de auto een kleine 30 km van Sly Park verwijderd.